# ID; Peace B (chanson)
Singles de BoA
Amazing kiss
(2001)
ID; Peace B est le 1ersingle de BoA sorti sous le label Avex Trax le 30 mai 2001 au Japon. Il atteint la 20e place du classement de l'Oricon. Il se vend à 14 740 exemplaires la première semaine et reste classé 6 semaines pour un total de 40 470 exemplaires vendus. Les chansons ID; Peace B et Dreams come true se trouvent sur l'album Listen to My Heart.

## Liste des titres
| 1. | ID; Peace B                     |  |
| 2. | Dreams come true                |  |
| 3. | ID; Peace B (Instrumental)      |  |
| 4. | Dreams come true (Instrumental) |  |
| 5. | ID; Peace B (English version)   |  |

Vinyl
| 1. | ID; Peace B (Jonathan Peters' Club Mix) |  |

| 1. | ID; Peace B (Jonathan Peters' Sound Factory Dub) |  |
| 2. | ID; Peace B (Original Japanese Version)          |  |